# Thác Đứng
Thác Đứng là thác trên dòng Đăk Oa tại vùng đất hai xã Đoàn Kết và Minh Hưng, huyện Bù Đăng, tỉnh Bình Phước, Việt Nam.

## Địa lý
Thác Đứng được hình thành bởi sự kiến tạo địa chất tự nhiên và là kết quả của một quá trình vận động địa chất lâu dài cách đây hàng triệu năm về trước. Thác có bề rộng trên 10 m, cao 4–6 m, với nhiều khối đá hình trụ, lục lăng, xếp chồng lên nhau. Nhiều cột đá lớn kết cấu thành vách dựng đứng, ghép nối với nhau một cách tự nhiên. Nằm trên dòng Đăk Oa chảy quanh năm, đặc biệt là vào mùa mưa với nhiều thác nước dựng đứng, cuộn chảy đổ xuống tạo nên cảnh tượng thiên nhiên hùng vĩ tuyệt đẹp. Thác Đứng là một kiến tạo của thiên nhiên, nơi có nhiều tiềm năng để phát triển du lịch hấp dẫn của du khách trong và ngoài tỉnh. Thác Đứng không chỉ là một danh thắng được thiên nhiên kiến tạo hết sức độc đáo, mà còn là nơi chứa đựng các giá trị văn hoá tinh thần mang tính tâm linh và chuyên biệt một thời của một tộc người bản địa ở Bù Đăng. Đồng bào dân tộc bản địa Người Xtiêng chọn nơi đây làm địa điểm tổ chức các lễ hội, sinh hoạt cộng đồng.
Cách Thác Đứng cỡ 12,5 km hướng tây nam là Thác Pan Toong 11°42′40″B 107°07′15″Đ / 11,711059°B 107,120798°Đ trên suối Pan Toong, cạnh quốc lộ 14 mới, cũng là một địa điểm du lịch hấp dẫn .

## Du lịch
Ngày 25 tháng 11 năm 2013, Ủy ban nhân dân tỉnh Bình Phước đã ra Quyết định số 2222/QĐ-UBND công nhận thác Đứng là di tích danh lam thắng cảnh cấp tỉnh.
Thác Đứng hiện đã được khai thác du lịch nhưng đầu tư chưa đồng bộ về hạ tầng, đường dẫn vào thác vẫn là đường đất đỏ, không tiện cho du khách tới tham quan.

## Đăk Oa
Đăk Oa là phụ lưu của Sông Đắk R' Lấp trong Hệ thống sông Đồng Nai. Suối bắt nguồn từ vùng núi phía đông xã Thọ Sơn, chảy về hướng tây nam. 11°54′01″B 107°22′55″Đ / 11,900239°B 107,381864°Đ
Suối đổ vào dòng Sông Đắk R' Lấp ở ranh giới xã Minh Hưng và Đức Liễu huyện Bù Đăng. Cửa sông nay ở trong lòng hồ thủy điện Thác Mơ. 11°47′28″B 107°05′58″Đ / 11,791223°B 107,09938°Đ

## Chỉ dẫn
1. ↑  Trong tiếng các dân tộc thuộc nhóm ngôn ngữ Môn-Khmer ở Tây Nguyên và trong tiếng Việt cổ (trước thế kỷ 16, xem Chữ Nôm) thì "đăk" có nghĩa là nước, sông, suối, còn "krông" có nghĩa là sông.